# Pseudanapis benoiti
Espèce
Pseudanapis benoiti est une espèce d'araignées aranéomorphes de la famille des Anapidae.

## Distribution
Cette espèce est endémique du Nord-Kivu au Congo-Kinshasa,. Elle se rencontre vers Lubero et Kambaila.

## Description
Le mâle holotype mesure 0,81 mm et la femelle paratype 0,86 mm.

## Systématique et taxinomie
Cette espèce a été décrite par Platnick et Shadab en 1979.

## Étymologie
Cette espèce est nommée en l'honneur de Pierre L. G. Benoit.

## Publication originale
- Platnick & Shadab, 1979 : « A review of the spider genera Anapisona and Pseudanapis (Araneae, Anapidae). » American Museum Novitates, no 2672, p. 1-20 (texte intégral).